# Мейкон (округ, Иллинойс)
Ме́йкон (англ. Macon County) — округ в штате Иллинойс, США. Официально образован в 1829 году. По состоянию на 2010 год, численность населения составляла 110 768 человек.

## География
По данным Бюро переписи США, общая площадь округа равняется 1 517,742 км2, из которых 1 504,792 км2 — суша, и 5,200 км2, или 0,900 % — это водоёмы.

## Население
По данным переписи населения 2000 года в округе проживает 114 706 жителей в составе 46 561 домашних хозяйств и 30 963 семей. Плотность населения составляет 76,00 человек на км2. На территории округа насчитывается 50 241 жилое строение, при плотности застройки около 33,00-ти строений на км2. Расовый состав населения: белые — 83,48 %, афроамериканцы — 14,06 %, коренные американцы (индейцы) — 0,17 %, азиаты — 0,57 %, гавайцы — 0,02 %, представители других рас — 0,33 %, представители двух или более рас — 1,36 %. Испаноязычные составляли 0,98 % населения независимо от расы.
В составе 29,60 % из общего числа домашних хозяйств проживают дети в возрасте до 18 лет, 50,70 % домашних хозяйств представляют собой супружеские пары, проживающие вместе, 12,20 % домашних хозяйств представляют собой одиноких женщин без супруга, 33,50 % домашних хозяйств не имеют отношения к семьям, 28,80 % домашних хозяйств состоят из одного человека, 11,60 % домашних хозяйств состоят из престарелых (65 лет и старше), проживающих в одиночестве. Средний размер домашнего хозяйства составляет 2,39 человека, и средний размер семьи — 2,93 человека.
Возрастной состав округа: 24,60 % — моложе 18 лет, 9,80 % — от 18 до 24, 26,40 % — от 25 до 44, 24,00 % — от 45 до 64, и 24,00 % — от 65 и старше. Средний возраст жителя округа — 38 лет. На каждые 100 женщин приходится 91,20 мужчин. На каждые 100 женщин старше 18 лет приходится 87,50 мужчин.
Средний доход на домохозяйство в округе составлял 37 859 USD, на семью — 47 493 USD. Среднестатистический заработок мужчины был 39 107 USD против 22 737 USD для женщины. Доход на душу населения составлял 20 067 USD. Около 9,30 % семей и 12,90 % общего населения находились ниже черты бедности, в том числе — 19,00 % молодежи (тех, кому ещё не исполнилось 18 лет) и 8,20 % тех, кому было уже больше 65 лет.